# Cory Carr
Cory Jermaine Carr, (nacido el 5 de diciembre de 1975 en Fordyce, Arkansas) es un exjugador de baloncesto estadounidense, profesional durante 18 temporadas, la mayor parte de ellas en equipos europeos. Con 1,91 de estatura, su puesto natural en la cancha era el de escolta. 

## Trayectoria
[actualizar]